# Тадеуш Домбровський
Тадеуш Домбровський (пол. Tadeusz Dąbrowski, нар. 28 жовтня 1979, Ельблонг) — польський поет, есеїст, критик. Редактор літературного часопису «Topos». Художній директор фестивалю Європейський поет свободи.

## Творчість
Публікував в "Tygodnik Powszechny, «Polityce», «Rzeczpospolitej», «Dzienniku», «Gazeta Wyborcza», «Twórczości», «Odrze», «Zeszytfach Literackich», «Chimerze», «Frondzie», «Res Publice Nowej», «Kresach» oraz w zagranicznej prasie literackiej: «The New Yorker», «Boston Review», «American Poetry Review», «Ploughshares», «Agni», «Harvard Review», «Little Star Weekly», «Tin House», «Crazyhorse», «Guernica», «The Common», «Poetry Daily», «3 Quarks Daily», «Poetry International», «Arc Poetry Magazine», «Poetry Review», «Poetry London», «The Reader», «Shearsman», «Poetry Ireland», «Poetry Wales», «3:AM», «Seam», «Other Poetry», «iota», «International Poetry Review», «Salzburg Poetry Review», «Akzente», «Sprache im technischen Zeitalter», «EDIT», «Ostragehege», «manuskripte», «Lichtungen», «A2», «Prostory», «Literatūra ir Menas», «Rīgas Laiks», «Karogs», «Observator Cultural».
Стипендіат Yaddo (USA, 2015), Omi International Arts Center (USA, 2013), Vermont Studio Center (2011), Literatur Lana (2011), Internationales Haus der Autoren Graz (2008), Міністра культури Польщі (2007, 2010), Literarisches Colloquium Berlin (2006, 2012), Маршала Поморського воєводства (2005, 2008, 2013), Міста Гданська (2013), Baltic Centre for Writers and Translators (Visby, 2004, 2010), Фонду Grazella (2004) і Фонду ім. Станіслави Флешарової-Мускат (2001).
Брав участь в авторських зустрічах і літературних фестивалях в Сполучених Штатах Америки, Великій Британії Ізраїлі, Індії, Німеччині, Австрії, Швеції, Данії, Чехії, Словенії, Румунії, в Італії, Україні, Білорусі, Литві, Латвії, а також Кіпрі. Його твори перекладені англійською, німецькою, французькою, італійською, іспанською, староєврейською, шведською, данською, норвезькою, російською, українською, білоруською, болгарською, румунською, угорською, грузинською, словенською, сербською, хорватською, естонською, литовською, латиською і чеською мовами.
Василь Лозинський про Тадеуша Домбровського: «Поет Тадеуш Домбровський досяг успіху ще у молоді роки і перші ювенільні збірки поета дали початок поетики незрілості, яка надалі стає програмною. З юнацького максималізму, хоча згодом ще більше зневіреного героя, зникає основоположна критичність та емоційність, нервова гіперчутливість переходить у сентиментальну замисленість. Та продовжується запитування, вписане у традицію польської поезії, яка здебільшого метафізична та афористична. Домбровський травестує, жартівливо переробляє стиль свого патрона — поета Тадеуша Ружевича (збірка Домбровського „Мати надходить“ vs. „Мати відходить“), зокрема його нову для польської поезії відважну приватну ідіоматичність, і поезію Збіґнєва Герберта, а на перших етапах поет бунтує проти традиції як представники покоління часопису „Брульйон“, зокрема, Марцін Свєтліцький: брутальною мовою, еґоцентричністю. Критики схильні тепер відчитувати підліткову поезію у віршах старшого покоління, таких як поет Богдан Задура, і впливи вищезгаданих на молодого Тадеуша Домбровського. У найновішій збірці „Поміж“ осмислення світу відбувається десь у русі поміж буденними думками і сном, ментальними просторами, діалектикою, емпатією та проєкціями себе, на периферії світу позбавленого центру та під час подорожі у різні куточки світу»
Тадеуш Домбровський, безперечно, належить до релігійних поетів. Не до поетів, котрі озвучують позицію ортодоксальних релігійних течій, а до поетів, котрі торкаються у своїх творах тем стосунків між людиною і богом, здатності вірити і змісту віри. Робить він це, як уже зазначалося, мовою сучасною як за духом, ментальністю, так і за поетикальними засобами. Його релігійність, як можна виснувати з низки віршів, має агностичний характер. Рамки людського мислення надто обмежені, тож ми трактуємо сферу божественного відповідно до власної, людської природи. Поруч із релігійними мотивами у текстах Домбровського досить відчутними є і мотиви інтимного, плотського життя" .
- Тадеуш Домбровський проживає в Ґдині.

## Твори
- Випічка Видавництво Ґданського університету, Ґданськ 1999.
- e-mail Бібліотека «Топосу», Сопот 2000.
- Мазурка Видавництво Зелена Сова / Бібліотека «Студіум», Краків 2002.
- Те Деум Видавництво a5, Краків 2005, 2008.
- (Ред.)Поза слова. Антологія віршів 1976—2006, слово, образ, територія, Ґданськ 2006.
- Чорний квадрат Видавництво а5, Краків 2009.
- Schwarzes Quadrat auf schwarzem Grund, Luxbooks, Wiesbaden 2010, 2011.
- Black Square, Zephyr Press, Brookline 2011.
- Чорний квадрат (вибрані вірші), Meridian Czernowitz, Чернівці 2013.
- Поміж Видавництво a5, Краків 2013.
- Te Deum, Hendrik Lindepuu Kirjastus, Tartu 2015.
- Černý čtverec, Větrné mlýny, Brno 2015.
- Збірка «Чорний квадрат» 
включає в себе вірші різних років Тадеуша Домбровського, у яких автор представляє інтерпретації абстрактних, безфігурних понять та проводить пошуки метафізичної суті мистецтва. Автор у своїй мові використовує сприйняття кольору як інструмент, підкреслюючи її штучний характер та надаючи великого значення буденному[5].
- Засіб вираження.— Тернопіль: Крок, 2019. — 57с.[6]

Представлені вибрані вірші звертають увагу на автора наймолодшої ґенерації, який продовжує традицію видатних польських поетів та ставить питання по-новому та у новій манері письма. В той час як інші вшановують дух часу безперервного прискорення випереджаючись навзаєм клаптиками мови або фокусують увагу на окремому предметі, Домбровський робить ставку на силу уяви..
Крім перекладів Василя Лозинського до збірки також увійшли переклади Остапа Коня, Остапа Сливинського та Маріанни Кіяновської. Книга видана за підтримки Польського Інституту у Києві та на замовлення Міжнародної літературної корпорації Меридіан Черновіц.